# Arkades
Arkades (in greco antico: Ἀρκάδες?) era una polis dell'antica Grecia ubicata nell'isola di Creta.

## Storia
Seneca riprende un frammento di Teofrasto in cui si dice che a Creta era esistita una città chiamata Arkades dove le fontane e i laghetti si erano prosciugati dopo la distruzione della città. Il terreno si indurì e non poté più essere coltivato e la pioggia non riusciva più a penetrarvi. Successivamente tornarono a coltivare il terreno e tornò anche l'acqua.
Nel corso di una guerra combattuta tra Cnosso e Litto nel 221-219 a.C., in un primo momento tutti i cretesi combatterono contro Litto, ma poi nacquero disaccordi tra i Cretesi e alcuni, come gli Arcadi di Creta alleati agli abitanti di Polirrenia, Cerea, Orio e Lappa che si allearono con Litto.
Arkades è citata nella lista delle città cretesi che firmarono un'alleanza con Eumene II di Pergamo nel 183 a.C.
Esistono delle monete di Arkades coniate nel periodo 330-280/270 a.C. dove figura la scritta «ΑΡΚΑΔΩΝ». Esiste anche una testimonianza epigrafica che nella città era praticato il culto ad Asclepio.
Dovrebbe essere stata ubicata nella eparchia di Monofatsi, ma l'esatta posizione è oggetto di discussione.